# 新青区
新青区原是黑龙江省伊春市的一个区。

## 行政区划
新青区下辖14个类似乡级单位：新青镇、红星镇、五营镇、五营林业局、红星林业局和新青林业局。
2016年前，新青区下辖2个街道和14个类似乡级单位：新青街道，兴安街道，红林经营所，松林林场，泉林林场，水源林场，笑山林场，汤林林场，桦林经营所，青林林场，结源林场，北沟林场，南沟林场，乌拉嘎经营所，柳树河林场和北影林场。2016年，伊政函【2016】83号文件撤销新青街道和兴安街道，下辖地区由新青区直辖。
2019年7月，新青区、红星区和五营区合并为丰林县。